# Qatar Open 2024
Qatar Total Open 2024, cunoscut și sub numele de Qatar TotalEnergies Open, a fost un turneu profesionist de tenis feminin care s-a disputat pe terenuri cu suprafețe dure. A fost cea de-a 22-a ediție a evenimentului și un turneu de nivel WTA 1000 în Circuitul WTA 2024. A avut loc la complexul internațional de tenis și squash din Doha, Qatar, între 11 și 17 februarie 2023.

## Campioni

### Simplu feminin
Pentru mai multe informații consultați Qatar Open 2024 – Simplu

### Dublu feminin
Pentru mai multe informații consultați Qatar Open 2024 – Dublu

## Puncte și premii în bani

### Distribuția punctelor
| Probă  | C    | F   | SF  | QF  | Runda 3 | Runda 2 | Runda 1 | Q   | Q2  | Q1  |
| Simplu | 1000 | 650 | 390 | 215 | 120     | 65      | 10      | 30  | 20  | 2   |
| Dublu  | 1000 | 650 | 390 | 215 | 120     | 10      | N/A     | N/A | N/A | N/A |

### Premii în bani
| Probă  | C         | F         | SF        | QF       | Runda 3  | Runda 2  | Runda 1  | Q2      | Q1      |
| Simplu | 523.485 $ | 308.320 $ | 158.944 $ | 72.965 $ | 36.454 $ | 20.650 $ | 14.800 $ | 8.800 $ | 4.610 $ |
| Dublu* | 154.160 $ | 86.710 $  | 46.570 $  | 24.090 $ | 13.650 $ | 9.100 $  | N/A      | N/A     | N/A     |

*per echipă